# شركة موندراجون
شركة موندراجون هي اتحاد لتعاونيات عمالية مقرها في إقليم الباسك في إسبانيا. تأسست في مدينة موندراجون عام 1956 على يد الأب «خوسيه ماريا أريزمنديارييتا» ومجموعة من طلابه في كلية تقنية قام أسسها. كان أول منتجاتها سخانات البرافين. الشركة تحتل المركز السابع في قائمة أكبر الشركات الإسبانية حسب دوران الأصول، وهي مجموعة الأعمال الرائدة في إقليم الباسك. بنهاية 2014، كانت الشركة تشغل 74,117 موظفًا في 257 شركة ومنظمة تعمل في أربع مجالات هي: المالية والصناعة وتجارة التجزئة واقتصاد المعرفة. بحلول عام 2019، كان عدد الموظفون 81,507 شخصًا. في عام 2024، بلغ عدد موظفيها أكثر من 70 ألف عامل، 30,660 منهم في إقليم الباسك، و29,340 في بقية أنحاء إسبانيا، وحوالي 10 آلاف في الخارج. تعمل تعاونيات موندراجون وفقًا لـ «بيان الهوية التعاونية» الصادر عن التحالف التعاوني الدولي.

## التاريخ
في عام 1941، استقر الأب أريزمنديارييتا، وهو كاهن كاثوليكي شاب، في موندراجون، وهي بلدة كان يبلغ عدد سكانها 7,000 نسمة ولم تتعاف بعد من الفقر والجوع والنفي والتوتر الناجم عن الحرب الأهلية الإسبانية. في عام 1943، أنشأت أريزمنديارييتا كلية تقنية أصبحت مركزًا لتدريب المديرين والمهندسين والعمالة الماهرة للشركات المحلية، وفي المقام الأول للتعاونيات. أمضى أريزمنديارييتا عددًا من السنوات في تثقيف الشباب حول الإنسانية المبنية على التضامن والمشاركة، بما يتماشى مع التعليم الاجتماعي الكاثوليكي، وأهمية اكتساب المعرفة التقنية اللازمة قبل إنشاء التعاونية الأولى.
في عام 1955، اختار خمسة شباب لتأسيس أول شركة تعاونية وصناعية لشركة موندراجون. كانت الشركة تسمى Talleres Ulgor ("ورش عمل أولجور"). في السنوات الخمس عشرة الأولى، تم تأسيس العديد من التعاونيات، وذلك بفضل الاكتفاء الذاتي للسوق وبداية تعافي الاقتصاد الإسباني. خلال هذه السنوات، وبتشجيع من أريزمينديارييتا أيضًا، تم تأسيس Caja Laboral ("بنك الادخار العمالي"، 1959) وهيئة الرعاية الاجتماعية Lagun Aro ("وقت الأصدقاء/المساعدة"، 1966) والتي لعبت دورًا رئيسيًا. وتم إنشاء أول مجموعة محلية، Ularco. وفي عام 1969، تم تأسيس Eroski من خلال دمج عشر تعاونيات استهلاكية محلية صغيرة.
على مدى السنوات العشرين التالية، من عام 1970 إلى عام 1990، استمر نفس النهج، مع زيادة كبيرة في التعاونيات الجديدة التي روج لها قسم الأعمال في Caja Laboral، وتعزيز الجمعيات التعاونية، وتشكيل المجموعات المحلية، وتأسيس مركز الأبحاث Ikerlan ("عمل بحثي") في عام 1974.
مع وشك انضمام إسبانيا إلى المجموعة الاقتصادية الأوروبية في عام 1986، فقد تقرر في عام 1984 إنشاء "مجموعة موندراجون التعاونية"، السلف للشركة الحالية. وتم تعزيز التدريب أثناء الخدمة للمديرين من خلال إنشاء شركة أوتالورا، المخصصة للتدريب ونشر التعاونيات. وكانت المجموعة تتألف من 23,130 عاملاً في نهاية عام 1990.

### الإدارة
تتميز تعاونيات موندراجون بمفهوم إنساني للأعمال، وفلسفة المشاركة والتضامن، وثقافة عمل مشتركة. وتستند هذه الثقافة إلى مهمة مشتركة وعدد من المبادئ والقيم المؤسسية وسياسات الأعمال.

### الأجور
توجد نسب أجور متفق عليها بين العمل التنفيذي والعمل الميداني أو المصنعي الذي يكسب أجرًا أدنى. تتراوح هذه النسب من 3:1 إلى 9:1 في التعاونيات المختلفة ومتوسطها 5:1. أي أن المدير العام لأغلب تعاونيات موندراجون لا يكسب أكثر من 5 أضعاف الحد الأدنى النظري للأجور المدفوعة في تعاونيته. بالنسبة لمعظم العمال، تكون هذه النسبة أصغر لأن هناك عددًا قليلًا من مالكي العمال في موندراجون الذين يكسبون أجرًا أدنى، لأن معظم الوظائف متخصصة إلى حد ما وتصنف على مستويات أجور أعلى. يتم تحديد نسبة الأجور في التعاونية بشكل دوري من قبل مالكي العمال من خلال تصويت ديمقراطي.

### الصناعة
تصنع شركات التعاونية السلع الاستهلاكية، والسلع الرأسمالية، والمكونات الصناعية، والمنتجات، والأنظمة الخاصة بالبناء، والخدمات. وتشمل الأخيرة مجموعات أعمال متنوعة للغاية مثل تحسين التصاميم والتدريب الهندسي والمحامون، وما إلى ذلك، وأيضًا المهندسون المعماريون وهندسة الاتصالات السلكية واللاسلكية. ومدارس الترجمة واللغات والأتمتة والحوسبة الصناعية والاتصالات السلكية واللاسلكية ومشاريع في قطاع الطاقة والبيئة.
وفي مجال الترفيه والرياضة، تصنع الشركة دراجات ومعدات التمرين والعناصر الخاصة بالتخييم والحدائق والشاطئ.

## استشهادات
1. ↑  مُعرِّف قاعدة بيانات البحث العالمية (GRID): grid.474762.4.
2. ↑  وصلة مرجع: https://elpais.com/economia/2016/04/15/actualidad/1460725959_299639.html.
3. ↑  وصلة مرجع: https://www.mondragon-corporation.com/2019urtekotxostena/assets/downloads/mondragon-txostena-2019-es.pdf. الوصول: 22 سبتمبر 2020. تاريخ النشر: 29 يوليو 2020.
4. ↑  وصلة مرجع: https://www.cepes.es/files/publicaciones/112.pdf.
5. ↑  "معلومات عن شركة موندراجون على موقع idref.fr". idref.fr. مؤرشف من الأصل في 2021-04-22.
6. ↑  "معلومات عن شركة موندراجون على موقع grid.ac". grid.ac. مؤرشف من الأصل في 2021-10-08.
7. ↑  "معلومات عن شركة موندراجون على موقع viaf.org". viaf.org. مؤرشف من الأصل في 2021-05-24.
8. ↑  Mondragon Corporation. "Annual Report 2012". مؤرشف من الأصل في 2013-09-21. اطلع عليه بتاريخ 2013-09-21.
9. ↑  The Mondragón Experiment – Corporate Cooperativism (1980) FULL نسخة محفوظة 13 January 2017 على موقع واي باك مشين. You Tube
10. ↑  "Biography of Fr Jose María Arizmendiarrieta (1915-1976)". Cause for Canonization. مؤرشف من الأصل في 2021-05-04. اطلع عليه بتاريخ 2021-05-04.
11. ↑  Molina، Fernando (2005). José María Arizmendiarreta. Caja Laboral. ISBN:84-920246-2-3.
12. ↑  Foote، William (1991). Making Mondragón. IRL Press. ISBN:0-87546-182-4.
13. ↑  "Conoce Eroski una empresa diferente". Eroski. مؤرشف من الأصل في 2012-07-29.نسخة محفوظة 1 July 2009 على موقع واي باك مشين.
14. ↑  Staff writer(s). "Year-on-year Development, MONDRAGON Corporation". mondragon-corporation.com. مؤرشف من الأصل في 2011-12-31.
15. ↑  Larrañaga، Jesus (1998). El cooperativismo en Mondragon. Azatza. ISBN:84-88125-12-7.
16. ↑  Herrera، David (2004). "Mondragon: a for-profit organization that embodies Catholic social thought" (PDF). Review of Business. The Peter J. Tobin College of Business, St. John's University. ج. 25 ع. 1: 56–68. مؤرشف من الأصل (PDF) في 2010-07-14. اطلع عليه بتاريخ 2014-08-29.
17. ↑  "Organisational Estructure in Mondragon, consumer goods". www.mcc.es. مؤرشف من الأصل في 2011-09-27.
18. ↑  "Llega la Mondragón del futuro, centrada en la rentabilidad y la solidaridad exigente". 19 يوليو 2016. مؤرشف من الأصل في 2021-05-07. اطلع عليه بتاريخ 2020-11-13.